# Kabaret (album video de Patricia Kaas)
Kabaret este cel de-al șaselea album video al cântăreței franceze Patricia Kaas.

## Conținut
Ediție standard

1. „K-Theme”
2. „Mon mec à moi”
3. „Faites entrer les clowns”
4. „Le jour se lève”
5. „Kabaret”
6. „Les hommes qui passen”
7. „Pigalle interlude”
8. „Falling In Love Again”
9. „D'Allemagne”
10. „Une dernière fois”
11. „Une fille de l'Est”
12. „Je voudrais la connaître”
13. „Solo”
14. „La chance jamais ne dure”
15. „Il me dit que je suis belle”
16. „Elle voulait jouer cabaret”
17. „Mademoiselle chante le blues”
18. „K-Interlude”
19. „Entrer dans la lumière”
20. „Et s'il fallait le faire”
21. „Addicte aux héroïnes”